# Hot Club de Montevideo
El Hot Club de Montevideo es una institución cultural uruguaya fundada en 1950 a raíz de las inquietudes de un pequeño grupo de músicos y aficionados, con la misión exclusiva de desarrollar actividades relacionadas con la música de jazz para contribuir en forma ordenada y eficiente a su difusión y comprensión.

## Trayectoria

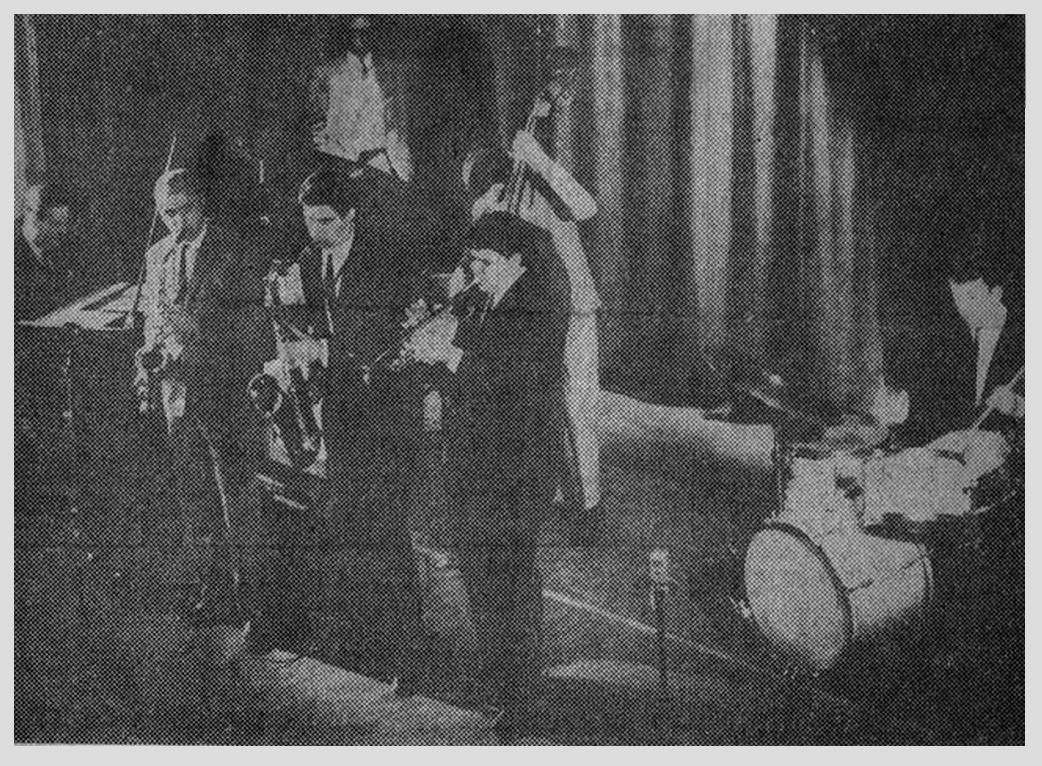
"Sexteto Paco Mañosa" del Hot Club de Montevideo en el Teatro Florida de Buenos Aires, octubre de 1963. Músicos: Paco Mañosa, Horacio "Bocho" Pintos, Héctor Bingert "Fino", Daniel "Bachicha" Lencina, Roberto "Pelin" Capobianco y Osvaldo Fattoruso.

Su primera actividad oficial fue la distribución del primer número de su revista mensual, el 2 de marzo de 1950. Sus sobrias 16 páginas contenían críticas y comentarios brindados por el talento de quienes, pasado el tiempo, serían notorios nombres de la cultura rioplatense: Hermenegildo Sábat, los hermanos José y Francisco “Paco” Mañosa, Arnaldo Salustio, Amílcar Greco, entre otros. El prestigio que posteriormente ganaría la revista y la solidez de sus contenidos la harían figurar en el catálogo del Primer Salón Internacional de Jazz de París y haría que la revista francesa Jazz Hot reprodujera varios de sus artículos.  
A fines de 1950 y pese a que no se contaba con una sede fija, los socios sumaban 150. Las reuniones se realizaban en instituciones como la Asociación Cristiana de Jóvenes (ACJ), la Alianza Cultural Uruguay-Estados Unidos e incluso en el Paraninfo de la Universidad de la República (Udelar). En 1954 se pudo contar con una sede propia, ubicada en el sótano de Guayabo 1946, lo cual permitió reunir una cuidadosa selección de grabaciones, libros y revistas especializadas de todo el mundo, así como adquirir equipos electrónicos e instrumentos para tocar jazz. 
Músicos y personalidades del mundo del jazz en tránsito por Uruguay divulgarían en el exterior la existencia del Hot Club. Los socios, que por entonces ya superaban el millar, daban por descontado que infaliblemente los músicos de paso por Montevideo actuarían en la sede del Hot Club. Desde sus etapas iniciales el Hot Club organizó numerosos festivales internacionales de jazz, y auspició la actuación de grandes artistas como Louis Armstrong y Woody Herman. 
En 1960, en coincidencia con sus primeros 10 años, dio vida al Primer Salón de Jazz Uruguayo en el Centro de Artes y Letras del diario El País. La labor didáctica dedicada mayoritariamente a los socios escuchas se complementaba con un trabajo docente orientado hacia la formación de los intérpretes de jazz. Puede decirse de esta manera que prácticamente todos los músicos de jazz y fusión de Uruguay recibieron la influencia formativa de esta institución.
En junio de 1981, el Hot Club quedó nuevamente sin sede, pero sus actividades continuaron gracias a un acuerdo con la Alianza Francesa. El 15 de octubre de 1993, en el Teatro Solís, el "Foro Uruguayo de la Música" entregó al quinteto del Hot Club una mención del Premio Fabini de la Música Uruguaya. En el 2000, el Hot Club, la Municipalidad de Rocha y empresarios privados organizaron en el balneario La Pedrera el Festival Internacional Jazz Entre Amigos en donde participaron músicos de Argentina, Brasil, Chile y Uruguay.

## Datos
El 15 de agosto de 2010, el Hot Club festejó sus 60 años en la Sala Zitarrosa.
El 9 de noviembre de 2020, el Hot Club realizó un concierto en el Teatro Solís para festejar sus 70 años.
En el 2023 se estrenó el documental Hot Club de Montevideo de Maximiliano Contenti.
Del 25 al 27 de abril de 2024, el Hot Club realizó tres conciertos por el Día Internacional de Jazz en la Sala Hugo Balzo del Auditorio Adela Reta del Sodre.